# Dieter Hebig
Dieter Hebig (* 23. Februar 1957 in Heilbad Heiligenstadt) ist ein deutscher Archivar und Historiker.

## Leben
Hebig stammt aus dem thüringischen Eichsfeld und wuchs in Obermaßfeld auf. Nach dem Schulbesuch absolvierte er eine Berufsausbildung mit Abitur zum Mechaniker für Datenverarbeitungs- und Büromaschinen. Bereits in dieser Zeit engagierte sich Dieter Hebig ehrenamtlich für Boden- und Denkmalpflege. Nach einjähriger Tätigkeit als Museumsführer im Kloster Veßra studierte er fünf Jahre an der Humboldt-Universität zu Berlin Archivwissenschaft und Geschichte. Das Studium schloss er 1982 bei Botho Brachmann als Diplom-Archivar ab.
Anschließend wurde er wissenschaftlicher Mitarbeiter der Staatlichen Archivverwaltung beim Ministerium des Innern der DDR in Potsdam. Zuletzt war er dort Chefredakteur der Zeitschrift für Theorie und Praxis des Archivwesens, Archivmitteilungen. Von der Auflösung des zwischenzeitlich in das Zentrale Archivamt der DDR umgewandelten Staatlichen Archivverwaltung war auch Dieter Hebig betroffen, der 1991 in die Arbeitslosigkeit entlassen wurde.
Dieter Hebig machte sich daraufhin selbstständig und betrieb bis 2007 die Firma Archiv-Service Potsdam. Danach war er für die Firma Schempp Bestandserhaltung GmbH in Kornwestheim als Leiter der Abteilungen Bestandserhaltung und Schadensanierung sowie Schutzverpackung für Kulturgut tätig.
In seiner Freizeit beschäftigt er sich seit seiner Jugend auch mit Genealogie.

## Werke (Auswahl)
- Das „Manuscriptum Nawense“ im Staatsarchiv Potsdam – einer der ältesten Papiercodices im Gebiet der feudalen deutschen Ostexpansion. In: Jahrbuch für Geschichte des Feudalismus, Bd. 9, Berlin, 1985, S. 129–143.
- Mittelalterliche Wehranlagen in Südwestthüringen – Grundzüge ihrer Entwicklung und Funktion. In: Jahrbuch für Regionalgeschichte, Bd. 15, 1988, S. 234–243.
- Zur Herausgabe der Methodischen Richtlinien zur Bewertung von dienstlichem Schriftgut. In: Archivmitteilungen 38 (1988), S. 160–162.
- mit Gabriele Baumgartner (Hrsg.): Biographisches Handbuch der SBZ/DDR. 1945–1990. Band 1: Abendroth – Lyr. K. G. Saur, München 1996, ISBN 3-598-11176-2.
- mit Gabriele Baumgartner (Hrsg.): Biographisches Handbuch der SBZ/DDR. 1945–1990. Band 2: Maassen – Zylla. K. G. Saur, München 1997, ISBN 3-598-11177-0.